# Собор Воскресения Христова (Киев, Украинская грекокатолическая церковь)
Собо́р Воскресе́ния Христо́ва (Ки́евский Патриа́рший собо́р Воскресе́ния Христо́ва) — главный собор Верховного Архиепископа Украинской грекокатолической церкви, находится в Киеве, по адресу: ул. Никольско-Слободская, 5 (станция метро «Левобережная»), площадью 1,72 га. Собор вместе с административным зданием образуют Патриарший центр УГКЦ.

## Строительство
27 октября 2002 года в 13:00 состоялось освящение краеугольного камня будущего собора с участием Любомира Гузара. Строительство комплекса началось 9 сентября 2002 года. До июня 2003 года был выстроен цокольный этаж Патриаршего Собора и начато возведение административного здания. До конца 2004 года были возведены стены сначала до отметки 13,2 м, а позже к пилонной (уровень центрального свода храма) части собора.
10 октября 2004 года собор был освящен и были установлены пять крестов собора. В освящении приняли участие все епископы УГКЦ четырёх континентов мира. В тот день был поднят и установлен главный крест на центральном куполе. В конце 2005 был начат монтаж металлического каркаса центрального свода храма. Его поднимали по сегментам (всего четыре) и, уже потом, соединяли. Эту работу завершили только в начале лета 2006 года. Первое Богослужение в храме отправлено 19 января 2006 года в праздник Богоявления Господня. Оно было проведено в подвальной части собора.

## Патриарший центр УГКЦ
21 августа 2005 года на территории Патриаршего собора состоялась торжественная церемония перенесения престола Верховного Архиепископа УГКЦ изо Львова в Киев, где находилась резиденция униатских митрополитов Киевских, Галицких и всея Руси с момента заключения Брестской унии до второй половины 30-х годов XVII века. В торжественных мероприятиях приняли участие около 3000 верующих УГКЦ, а также представители Украинской Православной Церкви Киевского Патриархата и Украинской Автокефальной Православной Церкви.
Храм открыт 27 марта 2011 года интронизацией Святослава Шевчука, который был избран Верховным архиепископом Украинской грекокатолической церкви
18 августа 2013 года Патриарший собор Воскресения Христова Украинской грекокатолической церкви торжественно освящён Верховным архиепископом Святославом.
5 июня 2017 года в День Святого Духа в крипте собора был похоронен Верховный архиепископ Любомир Гузар, глава Украинской грекокатолической церкви в 2001—2011 гг. Похороны состоялись при большом скоплении людей, с участием архиереев УГКЦ, представителей других конфессий и вероисповеданий, дипломатического корпуса.
Конструктивные характеристики
- Площадь — 3206,1 м2;
- Вместимость — 3000 чел.;
- Строительный объём — 37 200 м3;
- Высота купола с крестом — 64 м.

## Интересные факты
- Собор почти одной площади с киевской мечетью Ар-Рахма.
- Самый высокий собор и второй по занимаемой площади в Киеве.

## Галерея

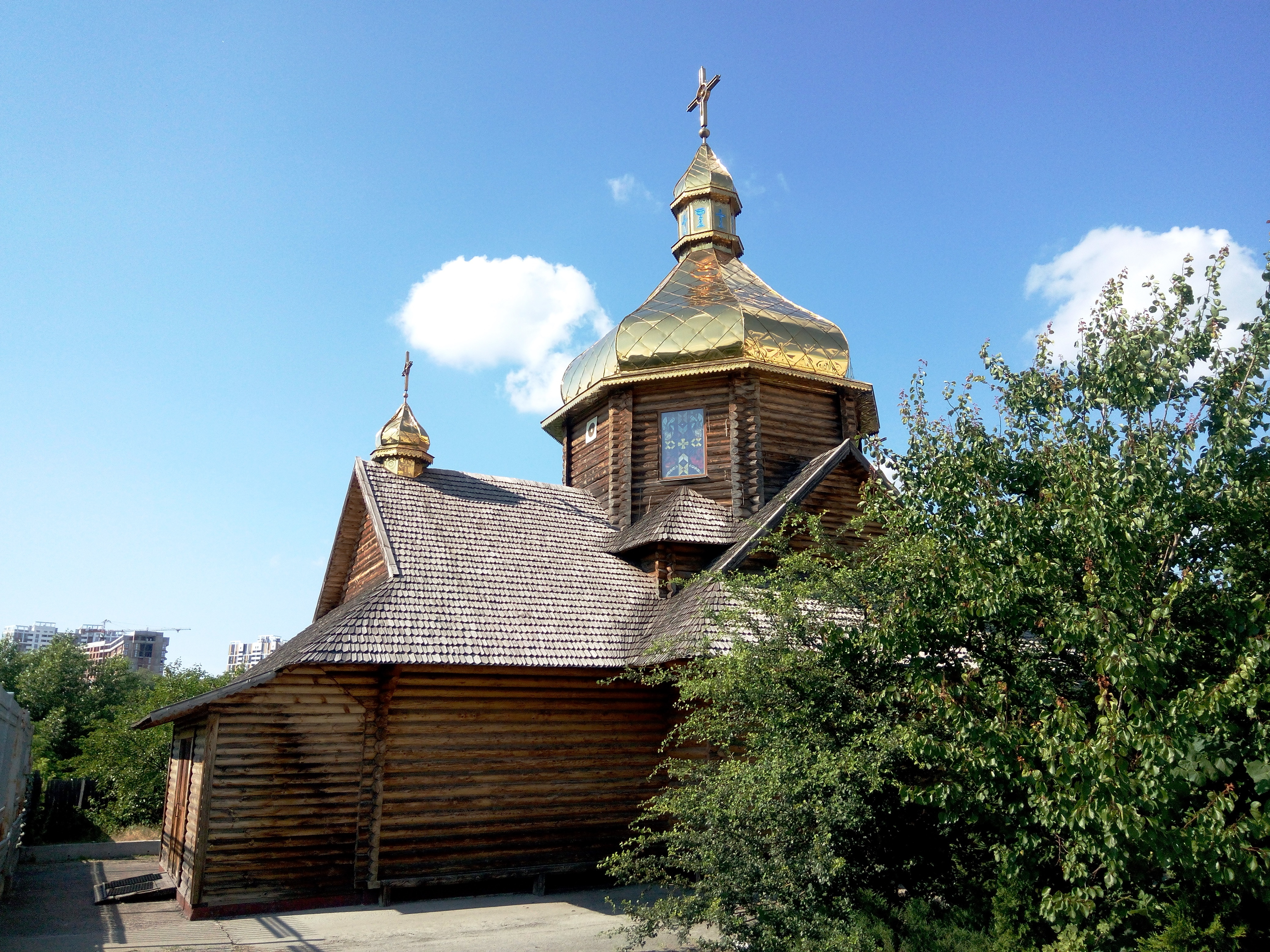
Деревянная церковь на территории собора
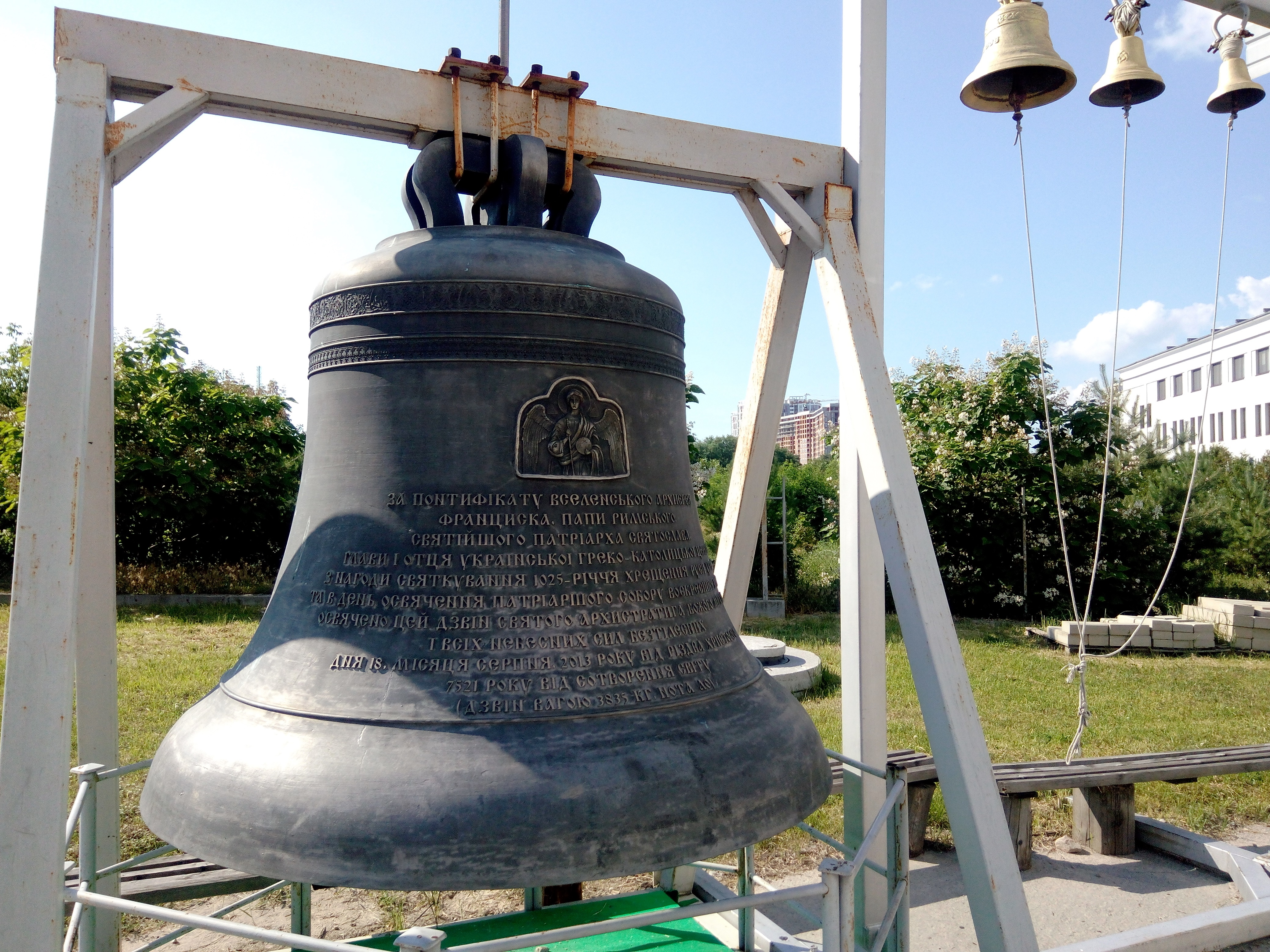
Колокол
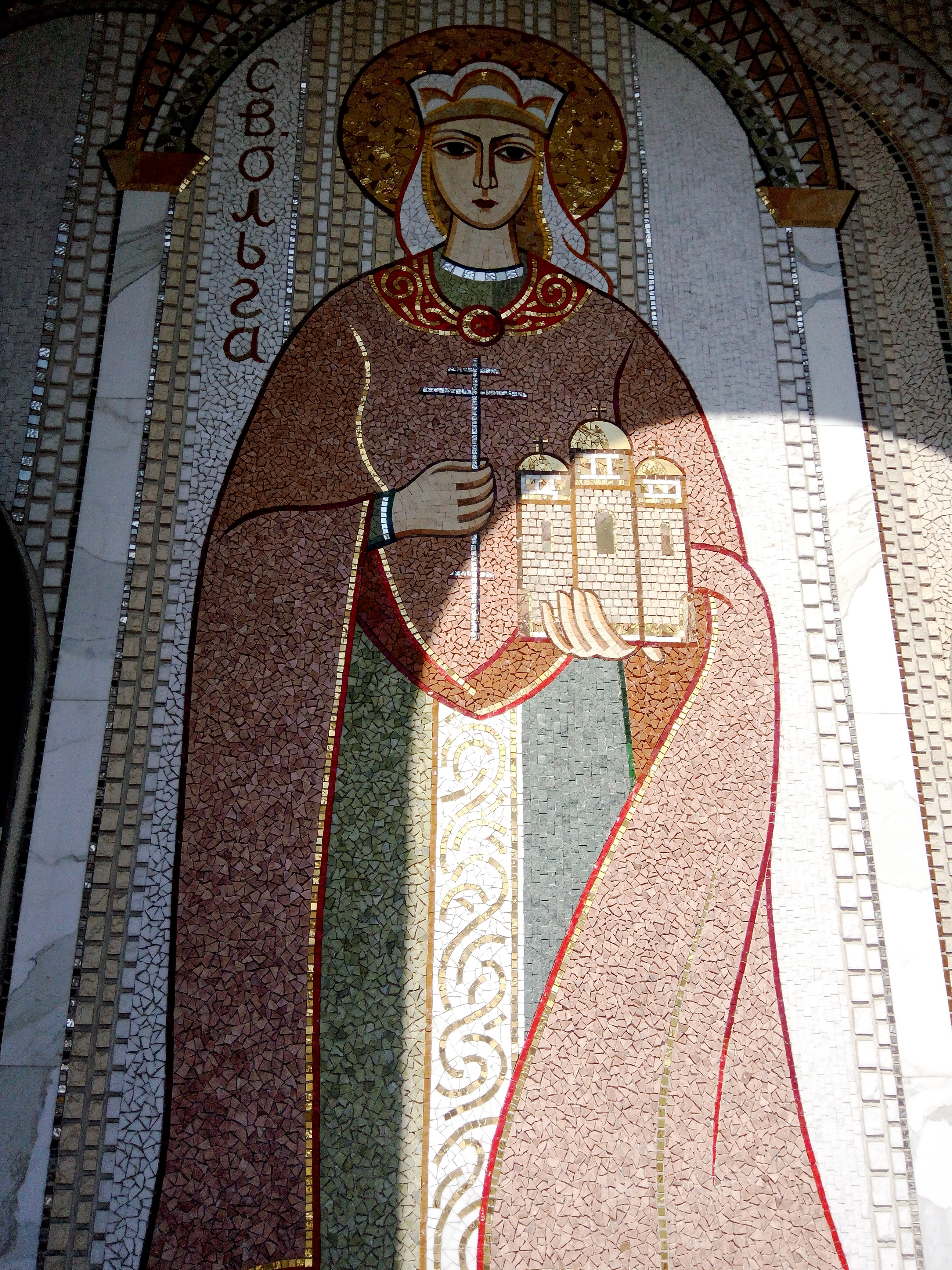
Мозаика святой равноапостольной княгини Ольги